# ニチリョク
株式会社ニチリョク（英: Nichiryoku Co., Ltd.）は、霊園・墓地の関連企業。日本で初めて堂内陵墓（どうないりょうぼ）を開発した。

## 霊園一覧

### 東京都
- 高島平霊園
- 高島平浄苑
- 石浜霊園
- 多摩聖地霊園
- たきやま台墓苑
- 道灌山霊園
- 桜が丘なりみつ浄苑

### 神奈川県
- 横浜三保浄苑
- 横浜聖地霊園
- 港の見える公園墓地「磯子の丘」
- 旭翠苑
- 横浜浄苑 ふれあいの杜
- メモリアルサンステージ
- 静林の丘 鶴ヶ峰霊園

### 千葉県
- 千葉ニュータウン霊園
- 八千代悠久の郷霊園
- 櫻乃丘聖地霊園
- メモリアルガーデン梅郷聖地
- メモリアルスクエア運河
- メモリアルフォレスト八千代

### 埼玉県
- 浦和霊園
- 新所沢メモリアルパーク
- 白岡霊園
- フォーシーズンメモリアル新座
- 花園むさしの浄苑
- 保泉寺むさしの浄苑
- 朝霞フォーシーズンメモリアル
- メモリアルパーククラウドむさし野

### 京都府
- イーガーデン東山

### 大阪府
- 法浄霊園

### 鹿児島県
- 谷山御所霊園

## 堂内陵墓
- 本郷陵苑（東京都）
- かごしま陵苑(鹿児島)
- 関内陵苑（神奈川）
- 覚王山陵苑(名古屋)
- 両国陵苑（東京都）
- 赤坂一ツ木陵苑（東京都）
- 大須陵苑（愛知県）

## ラステル
- ラステル新横浜
- ラステル久保山